# 泰盧固之鄉黨
泰盧固之鄉黨是印度一地区性政党，在安得拉邦和特伦甘纳邦有重大影响。该党建于1982年，主要关注泰盧固语使用者，在安得拉邦议会中五次获得多数席位且现在仍为执政党。2024年印度大选中，该党获得16个席位。